# 如水 (雜誌)
《如水》（英語：Flow HK）是由一群流亡海外的香港人於2021年1月創刊的一本雜誌。名稱來自反修例運動示威者「如水靈巧應對強權」的策略。內容主要以深度報導形式分析香港與離散香港人相關的議題。
編委會成員包括周永康、黃台仰、梁繼平、張崑陽、鄺頌晴、江旻諺、鍾燊豪和馮敬恩，而顧問包括羅冠聰、吳叡人和譚競嫦。如水主要於網上販賣，可寄住香港和台灣等地，亦設有電子版。

## 香港境內被封鎖
2024年10月4日，《如水》網站懷疑於香港境内遭到香港政府下令封閉，屬首次有媒體類網站懷疑被封鎖。10月6日，美國之音引述《如水》提供的警方信件，指警方曾發電郵到托管網站的美國公司Automattic指控《如水》觸犯分裂国家、颠覆国家政权、勾结外国势力、煽动罪等罪名，要求將網站下架，並指如不於48小時內跟從，有機會面臨罰款或監禁。Automattic表明不會依從，其後《如水》得悉網站遭封鎖。《如水》主編，正流亡美國的張崑陽譴責封鎖極不合理，嚴重損害言論自由，強調「不會因此畏懼」。保安局回覆查詢時則僅指相關情況應向有關服務提供者查詢。

## 評價
包括陳勇、張國鈞、葛珮帆在內的一些建制派人士認為《如水》詆毀香港特區政府為傀儡政權，並鼓吹推翻香港特區政府，涉嫌違反港區國安法，指香港政府應該加強執法，防止違法刊物流入香港，並設法將相關人士繩之於法。